# SMS Maros (1871)
Le SMS Maros était un monitor construit par l'Autriche-Hongrie à partir de 1870.